# Hey, Mamma!

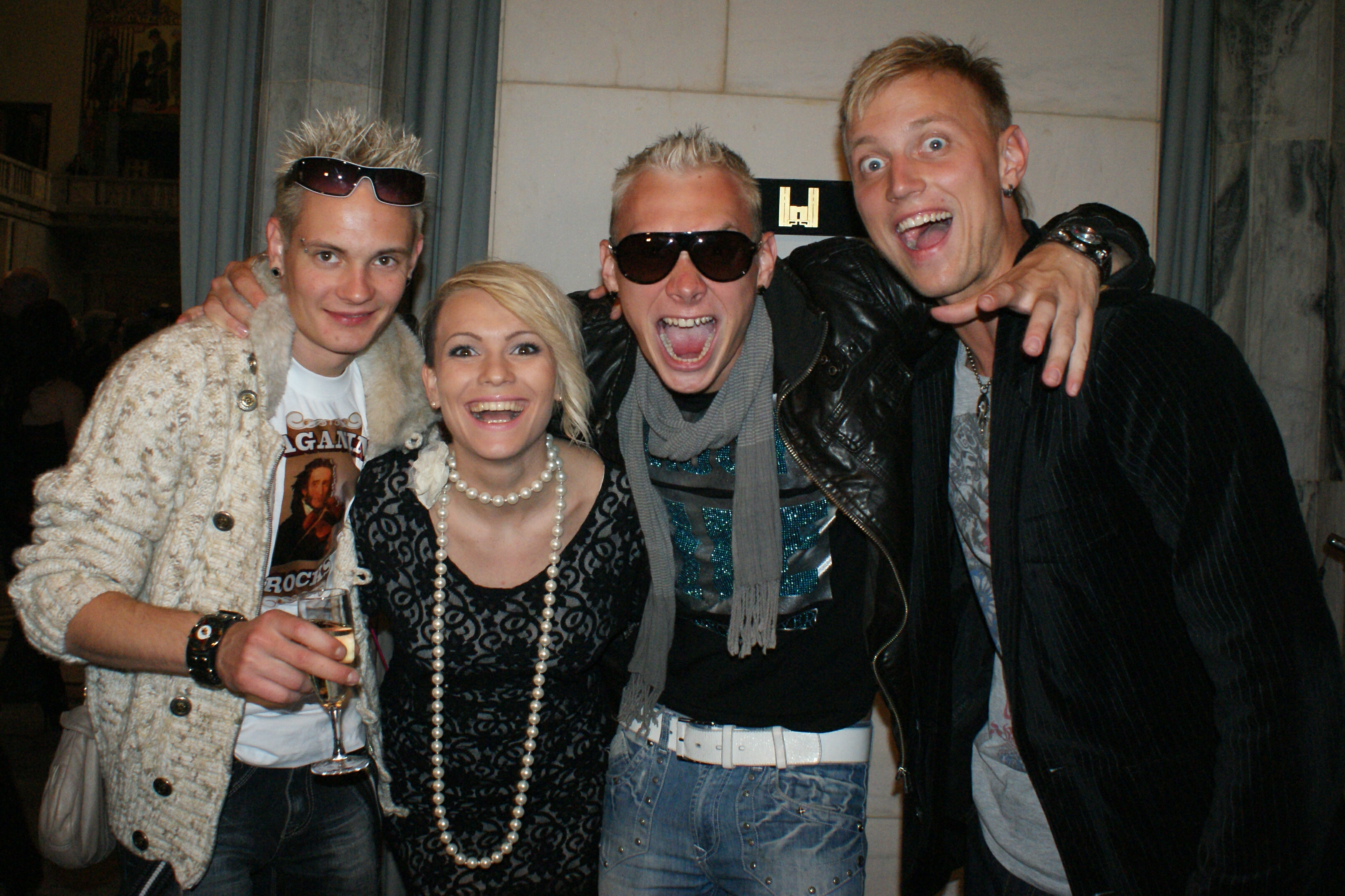
SunStroke Project, intérpretes de la canción, junto a Olia Tira en 2010.

«Hey, Mamma!» —[heɪ ˈmæmə]; en español: «¡Hey, mamá!»; también titulada «Hey Mamma»— es una canción compuesta e interpretada en inglés por el trío moldavo SunStroke Project. Se lanzó como descarga digital el 6 de febrero de 2017 mediante Ragoza Music. Fue elegida para representar a Moldavia en el Festival de la Canción de Eurovisión de 2017 tras ganar la final nacional moldava, O melodie pentru Europa 2017, el 25 de febrero de 2017.

## Festival de Eurovisión

### Festival de la Canción de Eurovisión 2017
Esta fue la representación moldava en el Festival de Eurovisión 2017, interpretada por SunStroke Project.
El 31 de enero de 2017 se organizó un sorteo de asignación en el que se colocaba a cada país en una de las dos semifinales, además de decidir en qué mitad del certamen actuarían. Como resultado, la canción fue interpretada en duodécimo lugar durante la primera semifinal, celebrada el 9 de mayo de 2017. Fue precedida por Polonia con Kasia Moś interpretando «Flashlight» y seguida por Islandia con Svala interpretando «Paper». La canción fue anunciada entre los diez temas elegidos para pasar a la final, y por lo tanto se clasificó para competir en esta. Más tarde se reveló que el país había quedado en segundo puesto con 291 puntos.
El tema fue interpretado más tarde durante la final el 13 de mayo, precedido por los Países Bajos con O'G3NE interpretando «Lights and Shadows» y seguido por Hungría con Joci Pápai interpretando «Origo». Al final de las votaciones, la canción había recibido 374 puntos (110 del jurado y 264 del televoto), y quedó en tercer lugar de 26.

## Formatos
| Descarga digital |                                  |          |  |
| N.º              | Título                           | Duración |  |
| 1.               | «Hey, Mamma!» (edición de radio) | 2:59     |  |
| 2.               | «Hey, Mamma!» (versión karaoke)  | 2:59     |  |

## Historial de lanzamiento
| Región  | Fecha                | Formato          | Discográfica | Ref.  |
| ------- | -------------------- | ---------------- | ------------ | ----- |
| Mundial | 6 de febrero de 2017 | Descarga digital | Ragoza Music | [ 1 ] |